# M1941 Johnson LMG
La M1941 Johnson LMG (nota anche con il nomignolo Johnny Gun) è una
mitragliatrice leggera a corto rinculo progettata negli anni '30 da Melvin Johnson. Condivide molte delle sue meccaniche con il fucile Johnson M1941 e con il fucile automatico Johnson M47.

## Storia
La mitragliatrice fu progettata da un avvocato di Boston,  capitano della riserva militare del corpo dei Marines, Melvin Johnson Jr. Il suo intento era quello di costruire un fucile semiautomatico che avrebbe superato il Garand M1 adottato dalle forze armate. Alla fine del 1937 Johnson aveva ideato, costruito e testato con successo sia un prototipo di fucile semiautomatico che un prototipo di mitragliatrice leggera.
Johnson continuò a sviluppare piccole armi dopo la guerra. Nel 1955 gli fu chiesto di assistere l'ArmaLite nella campagna di promozione del nuovo fucile di Eugene Stoner, l'AR-10. In seguito appoggiò Stoner nella promozione della sua nuova arma, l'AR-15, che sfruttava proprio il meccanismo dell'otturatore del Johnson. Una degli altri progetti post-bellici di Johnson fu lo sviluppo di una variante (nome in codice Spitfire) in calibro 5,7 mm della carabina M1.

## Descrizione
Le due armi condividevano la maggior parte delle componenti ed entrambe erano azionate a corto rinculo tramite otturatore rotante.
Le armi di Johnson erano due delle poche azionate a rinculo e furono quindi accettate e messe in produzione combinando il fuoco semiautomatico del fucile con la modalità automatica della mitragliatrice leggera. L'arma finale era alimentata da un caricatore curvo monofilare inserito nel lato sinistro: la compagnia produttrice inserì come standard i caricatori da 20 colpi. In alternativa l'arma poteva essere alimentata tramite clip di 5 colpi o addirittura con singoli colpi inseriti manualmente nella camera di scoppio. Esistono anche varianti alimentate a nastro dell'arma, ma sono rare e di difficile reperimento oggigiorno.
Il rateo di fuoco dell'arma poteva essere regolato tra i 200 e i 600 colpi al minuto.
L'arma venne prodotta in due varianti:
- M1941 Johnson: prima versione dell'arma con calcio in legno e bipiede in metallo.
- M1944 Johnson: seconda versione dell'arma con calcio in metallo e monopiede telescopico in legno.

Una particolarità dell'arma era proprio il funzionamento dell'otturatore. In modalità semiautomatica l'otturatore dell'arma si apriva dopo ogni colpo. In modalità fuoco automatico l'otturatore rimaneva aperto dopo ogni colpo, in modo da facilitare il raffreddamento delle componenti poste sotto sforzo.
Quando si sparava le forze del rinculo spostavano le parti mobili dell'arma in linea retta contro la spalla dell'operatore. L'idea che ad oggi pare banale e scontata (in quanto questo sistema è presente nel moderno M16) all'epoca fu una vera innovazione. In questo modo, dato che il rinculo era diretto all'indietro verso l'operatore, durante il fuoco la canna dell'arma si spostava verso l'alto solo per brevi tratti, aumentando la precisione dell'arma. Il meccanismo richiedeva però che il mirino fosse posizionato molto in alto rispetto alla canna.

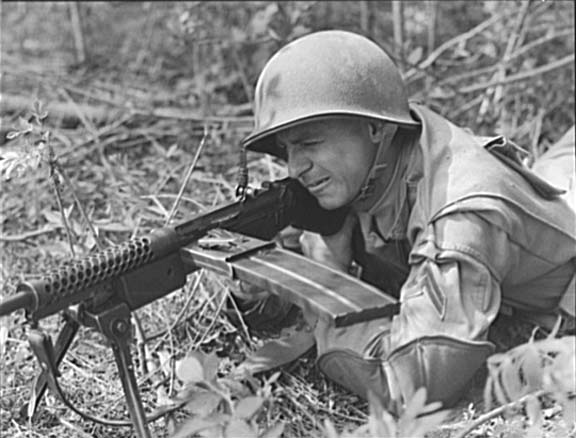
M1941 Johnson in uso nel Pacifico nel 1944

L'arma presenta notevoli analogie con il fucile FG 42 tedesco. Entrambe le armi erano alimentate dal lato sinistro, entrambe sparavano con otturatore aperto in automatico e otturatore chiuso in semiautomatico.
Entrambe le armi, inoltre, erano scomode da trasportare cariche a causa del caricatore in posizione laterale, in particolare l'M1941 che aveva un caricatore particolarmente lungo (che oltre tutto tendeva a sbilanciare l'arma verso sinistra).
Nonostante tutte queste similitudini, non c'è nessuna prova che i progetti di una delle due armi abbiano influenzato i costruttori dell'altra. Entrambe le armi si trovavano a dover affrontare simili problemi e li hanno in parte risolti adottando soluzioni molto simili.
Prototipi di fucili semiautomatici alimentati da caricatori da 20 colpi basati sulla mitragliatrice M1941 furono prodotti successivamente. Il fucile M1947 Johnson ne è un esempio.

## Utilizzatori
Johnson vendette piccole quantità della sua mitragliatrice all'esercito statunitense e al corpo dei Marines.
Durante la seconda guerra mondiale le forze speciali degli Alleati chiesero una mitragliatrice leggera che potesse garantire lo stesso potere d'arresto garantito dal fucile automatico M1918.
L'arma fu quindi adottata come rimpiazzo per il M1918 Browning Automatic Rifle e fornita ai reparti che operavano oltre le linee nemiche.
Nonostante gli apprezzamenti che l'arma ricevette dai reparti speciali il suo costo limitò molto il dispiegamento di quest'arma durante la guerra.
Poco dopo la guerra arabo-israeliana del 1948 il predecessore del Tzva HaHagana LeYisra'el Tshal (Forze di difesa Israeliane), la Haganah, sviluppò una copia molto fedele dell'arma di Johnson, il Dror, camerato per il .303 British e per il 7,92 × 57 mm Mauser. Tuttavia le forze israeliane si accorsero che il Dror era molto incline ad incepparsi in ambienti desertici a causa della sabbia che entrava nell'otturatore, e quindi l'arma uscì dal servizio attivo dopo pochi anni dalla sua adozione.